# Catedral de Santa María (Jammu)
La Catedral de Santa María o simplemente Catedral de Jammu es el nombre que recibe un edificio religioso que está afiliado a la iglesia católica y se encuentra ubicado en la ciudad de Jammu, capital del estado de Jammu y Cachemira, al norte del país asiático de India.
El templo sigue el rito romano o latino y es la iglesia madre o principal de la diócesis de Jammu–Srinagar (Dioecesis Iammuensis-Srinagarensis) que fue elevada a su actual estatus en 1986 mediante la bula "Qui Sanctissimi Numinis" del papa Juan Pablo II.
Esta bajo la responsabilidad pastoral del obispo Ivan Pereira quien fue designado para ese cargo por el papa Francisco en 2014.